# 1948년 하계 올림픽 오스트레일리아 선수단
1948년 하계 올림픽 오스트레일리아 선수단은 영국 런던에서 개최된 1948년 하계 올림픽에 참가한 올림픽 오스트레일리아 선수단이다.

## 종목별 성적

### 사격
남자
| 선수 | 세부 종목 | 예선   | 예선 | 결선   | 결선      |
| 선수 | 세부 종목 | 스코어 | 순위 | 스코어 | 최종 순위 |

## 참고 자료
- (영어) “Australia at the 1948 London Summer Games”. SR/Olympic Sports. 2009년 2월 5일에 원본 문서에서 보존된 문서. 2011년 10월 10일에 확인함.